# Daniel Marin
Daniel Marin (n. 14 ianuarie 1985, București) este un fost fotbalist român.
A jucat pentru echipele:
- Juventus București (2003-2005)
- Rapid București 2 (2004-2005)
- FC Național București (2005-2008)
- Oțelul Galați (2008-2009)